# Petrosina
Petrosina Boury-Esnault & Van Beveren, 1982 è un sottordine di spugne dell'ordine degli Aploscleridi.

## Tassonomia
Comprende le seguenti famiglie:
- Calcifibrospongiidae
- Petrosiidae
- Phloeodictyidae